# Katrin McClean
Katrin McClean, geborene Dorn (* 3. August 1963 in Gotha), ist eine deutsche Schriftstellerin.

## Leben und Werk
Katrin Dorn wuchs in Thüringen auf und war zuerst in Eisenach als Ankleiderin beim Landestheater Eisenach tätig. Sie zog 1984 nach Leipzig um und begann ein Psychologiestudium an der Universität Leipzig. Im Rahmen ihres Studiums befasste sie sich besonders mit dem Psychodrama. Nach Abschluss ihres Studiums war sie von 1989 bis 1990 ein Jahr als Psychologin im Jugendheim „Heiterblick“ im Leipziger Stadtteil Heiterblick angestellt, wo sie mit als „schwererziehbar“ geltenden Jugendlichen theaterpädagogisch arbeitete. Nach der Wende 1989/90 wurde sie arbeitslos und begann als freie Autorin zu arbeiten. 1991 gründete Katrin Dorn im „Haus Steinstraße“ in Leipzig eine Jugendtheatergruppe sowie einen Theater- und Literaturverein und organisierte Workshops und Kurse. 1993 gründete sie die Literaturzeitschrift EDIT, deren Chefredakteurin sie bis Ende 1995 war.
Im Jahr 1996 zog Katrin Dorn nach Berlin, wo sie 1997 mit dem Erzählungsband Der Hunger der Kellnerin beim Aufbau Verlag debütierte. 2001 folgte der Roman Lügen und Schweigen. Um die Jahrtausendwende reiste sie zweimal nach Argentinien und verfasste anschließend die Bücher Tangogeschichten sowie Milonga (beide bei dtv Premium).
Seit 2001 lebt sie in Hamburg. 2007 heiratete sie den aus Panama stammenden und in Hamburg lebenden Jazzsänger Frank McClean (1931–2018) nach einer Reise in dessen Geburtsstadt Panama. Von 2008 bis 2011 veröffentlichte sie drei in Hamburg spielende Regionalkrimis um die Ermittlerin Veronika Dorn im Ellert & Richter Verlag. 
Sie ist zudem als Tutorin für kreatives Schreiben tätig und gibt seit 2009 Kurse im Rahmen der Hamburger Schreibwerkstatt für Jugendliche „Fantastische Teens“.
2020 erschien ihr autobiografisch geprägter Roman Aus dem Takt im Selbstverlag. Im selben Jahr gab sie gemeinsam mit Torsten Haeffner im Rubikon Verlag den Sammelband Aufgewachsen in Ost und West. 64 Geschichten für eine wirkliche Wiedervereinigung heraus.
Seit 2009 schrieb McClean die Bücher für mehr als vierzig Folgen der Kinderhörspielserie Fünf Freunde nach Enid Blyton. Außerdem veröffentlichte sie Kurzgeschichten in Anthologien.

## Rezeption
Den Debütroman McCleans, Der Hunger der Kellnerin, bezeichnete Anke Westphal in der Berliner Zeitung  als „ein schwieriges und manchmal holpriges Buch, aber auch eins, das viel verspricht“. Die Darstellung der autobiografisch geprägten Hauptfigur Marta leide unter „Introspektion bis an den Rand des Kryptischen und Theatersätze[n]“; wenn die Autorin jedoch „eine Geschichte für eine andere Figur häkeln muß, die ihr nicht so nahe ist, wird ihre Erzählung überzeugend, rund und stark“.
Die Neue Zürcher Zeitung zeigte sich zwar beeindruckt von dem „leisen, unerbittlichen Ton“, mit dem Katrin Dorn in Lügen und Schweigen das als kleinbürgerlich geschilderte Milieu einer dem SED-Regime gegenüber kritischen Familie und die Leere in den Beziehungen zwischen Eltern und Kindern darstellte, war aber enttäuscht von der Einbettung dieses Handlungsstranges in eine fehlschlagende Liebesgeschichte, die zu wortreich um das Thema Sprachlosigkeit kreise. Claus-Ulrich Bielefeld kritisierte in der Süddeutschen Zeitung, dass Dorns Helden etwas Abziehbildhaftes hätten und über den „Status von Demonstrationsfiguren“ nicht hinauskämen. Laut Sabine Peters in Der Freitag entwickelte sich der Roman „zu einem immer schneller werdenden, fulminanten Psychodrama“, er sei jedoch „stark konstruiert“.
Annette Zerpner empfand in der FAZ die Lektüre der Tangogeschichten als anstrengend und fühlte sich von einigen Passagen gelangweilt. „Bilder und Formulierungen [kollidieren] immer wieder heftig und ironiefrei mit dem Kitsch“, „originelle Bilder“ blieben die Ausnahme.
Heike Henderson bezeichnete McCleans viertes Buch Milonga auf Literaturkritik.de als „wunderschöne Liebesgeschichte, voller Zärtlichkeit, Sehnsucht, Leidenschaft und Schmerz“ mit „packendem und unaufgeregtem Erzählstil“. Ihr gelinge es, „den Tango in Worte zu fassen und ohne pädagogische Untertöne eine Geschichte der kulturellen Unterschiede, des Zusammenkommens und sich fremd Bleibens zu erzählen“.

## Politik
Im August 2014 war sie Koordinatorin einer Demonstration gegen die von ihr als einseitig antirussisch kritisierte Berichterstattung des Spiegel. Im Februar 2015 erklärte sie auf der Website der Hamburger Mahnwache: „Wer meint, die Distanzierung von anderen Protestgruppen und deren Blockierung sei wichtiger als der Protest gegen den militanten Kurs der Regierung, der hat den Kampf schon verloren“. Diese Äußerung wertete Christian Jakob im März 2015 in der taz als „explizite Ablehnung einer Abgrenzung nach rechts“. McClean war Pressesprecherin des Landesverbandes Hamburg der Kleinpartei Basisdemokratische Partei Deutschland.

## Auszeichnungen
- 2000: Förderpreis der Deutschen Schillerstiftung[15]
- 2003: Literaturförderpreis der Stadt Hamburg[16]

## Werke

### Als Katrin Dorn
- Der Hunger der Kellnerin. Erzählung, Aufbau Verlag, Berlin 1997, ISBN 978-3-351-02368-3.
- Lügen und Schweigen. Roman, Aufbau-Verlag, Berlin 2001, ISBN 978-3-351-02386-7.
- Tangogeschichten. Erzählungen, dtv, München 2002, ISBN 978-3-423-24308-7.
- Milonga. Roman, dtv, München 2005, ISBN 978-3-423-24438-1.

### Als Katrin McClean
- Das Kind in der Speicherstadt. Roman, Ellert & Richter Verlag, Hamburg 2008 (Taschenbuch), ISBN 978-3-8319-0323-8.
- Im Schatten des Geldes. Roman, Ellert & Richter Verlag, Hamburg 2009 (Taschenbuch), ISBN 978-3-8319-0347-4.
- Tango in den Tod. Roman, Ellert & Richter Verlag, Hamburg 2011 (Taschenbuch), ISBN 978-3-8319-0426-6.
- Fünf Freunde. Hörspielserie, Drehbücher ab Folge 86 (mit wenigen Ausnahmen), Hörspiel-Label Europa in Hamburg
- Aus dem Takt. Roman, Tredition, Hamburg 2020 (Selfpublishing), ISBN 978-3-7482-8659-2.
- mit Torsten Haeffner (Hrsg.): Aufgewachsen in Ost und West. 64 Geschichten für eine wirkliche Wiedervereinigung. Anthologie. Rubikon, Mainz 2020, ISBN 978-3-96789-008-2.